# Campionato mondiale di hockey su ghiaccio femminile Under-18 2013
Il 6º Campionato mondiale di hockey su ghiaccio femminile U-18 è stato assegnato dall'International Ice Hockey Federation alla Finlandia, che lo ha ospitato nelle città di Vierumäki ed Heinola nella settimana tra il 29 dicembre 2012 e il 5 gennaio 2013. Gli incontri che si sono disputati a Vierumäki si sono svolti nell'Arena Vierumäki, mentre gli incontri ad Heinola nello Peliitat Heinola. Nella finale il Canada si è aggiudicato per la terza volta il titolo sconfiggendo gli Stati Uniti con il punteggio di 2-1 all'overtime. Al terzo posto invece è giunta la Svezia, che ha avuto la meglio sulla Rep. Ceca per 4-0.

## Campionato di gruppo A

### Partecipanti
Al torneo prendono parte 8 squadre:
| 6 dall'Europa     | Finlandia | Germania    |
| 6 dall'Europa     | Rep. Ceca | Russia      |
| 6 dall'Europa     | Svezia    | Ungheria    |
| 2 dal Nordamerica | Canada    | Stati Uniti |

### Gironi preliminari
Le otto squadre partecipanti sono state divise in due gironi da 4 cinque squadre ciascuno: le compagini che si classificano al primo posto nel rispettivo girone si qualificano direttamente alle semifinali. La seconda e la terza classifica di ciascun raggruppamento disputano invece i quarti di finale. L'ultima classificata di ogni raggruppamento infine disputa uno spareggio al meglio delle tre gare in cui la perdente viene retrocessa in Prima Divisione.

#### Girone A
| Heinola 29 dicembre 2012, ore 15:30 UTC+2 | Germania | 2 – 3 (0-0; 1-1; 1-2) referto | Finlandia | Peliitat Heinola (758 spett.) |

| Vierumäki 29 dicembre 2012, ore 17:30 UTC+2 | Canada | 4 – 1 (1-0; 1-1; 2-0) referto | Ungheria | Arena Vierumäki (154 spett.) |

| Vierumäki 30 dicembre 2012, ore 15:00 UTC+2 | Germania | 1 – 2 (d.t.s.) (1-0; 0-1; 0-0) referto | Ungheria | Arena Vierumäki (73 spett.) |

| Heinola 30 dicembre 2012, ore 17:30 UTC+2 | Finlandia | 0 – 4 (0-2; 0-2; 0-0) referto | Canada | Peliitat Heinola (827 spett.) |

| Vierumäki 1º gennaio 2013, ore 15:00 UTC+2 | Canada | 7 – 0 (3-0; 2-0; 2-0) referto | Germania | Arena Vierumäki (114 spett.) |

| Heinola 1º gennaio 2013, ore 17:30 UTC+2 | Ungheria | 0 – 4 (0-3; 0-1; 0-0) referto | Finlandia | Peliitat Heinola (574 spett.) |

| Pos. |           | PG | V | VOT | POT | P | GF | GS | DR  | Pt | Accede a         |
| 1.   | Canada    | 3  | 3 | 0   | 0   | 0 | 15 | 1  | +14 | 9  | Semifinali       |
| 2.   | Finlandia | 3  | 2 | 0   | 0   | 1 | 7  | 6  | +1  | 6  | Quarti di finale |
| 3.   | Ungheria  | 3  | 0 | 1   | 0   | 2 | 3  | 9  | -6  | 2  | Quarti di finale |
| 4.   | Germania  | 3  | 0 | 0   | 1   | 2 | 3  | 12 | -9  | 1  | Spareggio        |

#### Girone B
| Heinola 29 dicembre 2012, ore 12:00 UTC+2 | Svezia | 3 – 2 (1-1; 1-0; 1-1) referto | Rep. Ceca | Peliitat Heinola (153 spett.) |

| Vierumäki 29 dicembre 2012, ore 14:00 UTC+2 | Stati Uniti | 7 – 0 (3-0; 1-0; 3-0) referto | Russia | Arena Vierumäki (148 spett.) |

| Heinola 30 dicembre 2012, ore 15:00 UTC+2 | Rep. Ceca | 0 – 10 (0-5; 0-2; 0-3) referto | Stati Uniti | Peliitat Heinola (215 spett.) |

| Vierumäki 30 dicembre 2012, ore 18:30 UTC+2 | Svezia | 4 – 5 (d.t.s.) (2-1; 1-1; 1-2) referto | Russia | Arena Vierumäki (135 spett.) |

| Heinola 1º gennaio 2013, ore 14:00 UTC+2 | Stati Uniti | 8 – 0 (4-0; 2-0; 2-0) referto | Svezia | Peliitat Heinola (174 spett.) |

| Vierumäki 1º gennaio 2013, ore 18:30 UTC+2 | Russia | 4 – 5 (2-3; 1-1; 1-1) referto | Rep. Ceca | Arena Vierumäki (155 spett.) |

| Pos. |             | PG | V | VOT | POT | P | GF | GS | DR  | Pt | Accede a         |
| 1.   | Stati Uniti | 3  | 3 | 0   | 0   | 0 | 25 | 0  | +25 | 9  | Semifinali       |
| 2.   | Svezia      | 3  | 1 | 0   | 1   | 1 | 7  | 15 | -8  | 4  | Quarti di finale |
| 3.   | Rep. Ceca   | 3  | 1 | 0   | 0   | 2 | 7  | 17 | -10 | 3  | Quarti di finale |
| 4.   | Russia      | 3  | 0 | 1   | 0   | 2 | 9  | 16 | -7  | 2  | Spareggio        |

### Spareggio per non retrocedere
Le ultime due classificate di ogni raggruppamento si sfidano al meglio delle tre gare. La perdente dello spareggio viene retrocessa in Prima Divisione.
| Vierumäki 2 gennaio 2013, ore 16:00 UTC+2 | Russia | 5 – 3 (3-0; 1-2; 1-1) referto | Germania | Arena Vierumäki (64 spett.) |

| Vierumäki 4 gennaio 2013, ore 17:30 UTC+2 | Germania | 3 – 4 (d.t.s.) (1-1; 1-2; 1-0) referto | Russia | Arena Vierumäki (106 spett.) |

### Fase ad eliminazione diretta
|  | Quarti di finale | Quarti di finale | Quarti di finale |  |  | Semifinali | Semifinali  | Semifinali |  |  | Finali          | Finali          | Finali          |
|  |                  |                  |                  |  |  |            |             |            |  |  |                 |                 |                 |
|  |                  |                  |                  |  |  | B1         | Stati Uniti | 10         |  |  |                 |                 |                 |
|  | A2               | Finlandia        | 3                |  |  | B3         | Rep. Ceca   | 0          |  |  |                 |                 |                 |
|  | B3               | Rep. Ceca        | 5                |  |  |            |             |            |  |  | B1              | Stati Uniti     | 1               |
|  |                  |                  |                  |  |  |            |             |            |  |  | A1              | Canada          | 2               |
|  |                  |                  |                  |  |  | A1         | Canada      | 7          |  |  |                 |                 |                 |
|  | B2               | Svezia           | 4                |  |  | B2         | Svezia      | 2          |  |  | Finale 3° posto | Finale 3° posto | Finale 3° posto |
|  | A3               | Ungheria         | 0                |  |  |            |             |            |  |  | B3              | Rep. Ceca       | 0               |
|  |                  |                  |                  |  |  |            |             |            |  |  | B2              | Svezia          | 4               |

#### Quarti di finale
| Heinola 2 gennaio 2013, ore 14:30 UTC+2 | Svezia | 4 – 0 (3-0; 0-0; 1-0) referto | Ungheria | Peliitat Heinola (78 spett.) |

| Heinola 2 gennaio 2013, ore 18:30 UTC+2 | Finlandia | 3 – 5 (2-2; 0-0; 1-3) referto | Rep. Ceca | Peliitat Heinola (633 spett.) |

#### Semifinali
| Heinola 4 gennaio 2013, ore 14:30 UTC+2 | Canada | 7 – 2 (2-0; 2-1; 3-1) referto | Svezia | Peliitat Heinola (287 spett.) |

| Heinola 4 gennaio 2013, ore 18:30 UTC+2 | Stati Uniti | 10 – 0 (4-0; 3-0; 3-0) referto | Rep. Ceca | Peliitat Heinola (216 spett.) |

#### Finale per il 5º posto
| Vierumäki 4 gennaio 2013, ore 14:00 UTC+2 | Finlandia | 3 – 1 (0-0; 2-1; 1-0) referto | Ungheria | Arena Vierumäki (142 spett.) |

#### Finale per il 3º posto
| Heinola 5 gennaio 2012, ore 14:30 UTC+2 | Svezia | 4 – 0 (3-0; 1-0; 1-0) referto | Rep. Ceca | Peliitat Heinola (345 spett.) |

#### Finale
| Heinola 5 gennaio 2012, ore 18:30 UTC+2 | Stati Uniti | 1 – 2 (d.t.s.) (1-0; 0-0; 0-1) referto | Canada | Peliitat Heinola (813 spett.) |

### Classifica marcatrici
| Giocatrice         | PG | G | A | Pt | +/- | MP |
| ------------------ | -- | - | - | -- | --- | -- |
| Katherine Schipper | 5  | 5 | 8 | 13 | +9  | 4  |
| Elena Dergačëva    | 5  | 4 | 5 | 9  | +8  | 6  |
| Amy Menke          | 5  | 3 | 6 | 9  | +8  | 2  |
| Emma Nuutinen      | 5  | 5 | 3 | 8  | +6  | 10 |
| Megan Wolfe        | 5  | 4 | 4 | 8  | +9  | 0  |
| Anna Šochina       | 5  | 6 | 1 | 7  | +5  | 8  |
| Catherine Dubois   | 5  | 4 | 3 | 7  | +7  | 2  |
| Grace Zarzechi     | 5  | 3 | 4 | 7  | +4  | 0  |
| Jincy Dunne        | 5  | 2 | 5 | 7  | +11 | 0  |
| Halli Krzyzaniak   | 5  | 2 | 5 | 7  | +7  | 8  |

### Classifica portieri
| Giocatrice       | Min    | TC  | GS | SO | MGS  | Sv%   |
| ---------------- | ------ | --- | -- | -- | ---- | ----- |
| Kimberly Newell  | 180:11 | 75  | 3  | 1  | 1.00 | 96.00 |
| Sidney Peters    | 180:58 | 42  | 2  | 2  | 0.66 | 95.24 |
| Minatsu Murase   | 189:16 | 110 | 6  | 2  | 1.90 | 94.55 |
| Franziska Albl   | 246:40 | 151 | 13 | 0  | 3.16 | 91.39 |
| Eveliina Suonpaa | 238:31 | 116 | 11 | 1  | 2.77 | 90.52 |

### Classifica finale
| Pos | Squadra     |
| --- | ----------- |
| 1   | Canada      |
| 2   | Stati Uniti |
| 3   | Svezia      |
| 4   | Rep. Ceca   |
| 5   | Finlandia   |
| 6   | Ungheria    |
| 7   | Russia      |
| 8   | Germania    |

| Promossa nel Gruppo A:         | Giappone |
| Retrocessa in Prima divisione: | Germania |

#### Riconoscimenti
Riconoscimenti individuali
| Premio             | Giocatrice         |
| ------------------ | ------------------ |
| Miglior portiere   | Minatsu Murase     |
| Miglior difensore  | Halli Krzyzaniak   |
| Miglior attaccante | Katherine Schipper |

## Prima Divisione
Il Campionato di Prima Divisione si è svolto in un unico girone all'italiana a Romanshorn, in Svizzera, fra il 2 e l'8 gennaio 2013. Il torneo di qualificazione alla Prima divisione si è svolto in un unico girone all'italiana a Dumfries, in Regno Unito, fra il 27 ottobre e il 1º novembre 2012.

### Qualificazioni alla Prima Divisione
| Pos. |             | PG | V | VOT | POT | P | GF | GS | DR  | Pt |
| 1.   | Francia     | 5  | 4 | 0   | 0   | 1 | 14 | 5  | +9  | 12 |
| 2.   | Slovacchia  | 5  | 4 | 0   | 0   | 1 | 27 | 11 | +16 | 12 |
| 3.   | Regno Unito | 5  | 3 | 0   | 0   | 2 | 21 | 9  | +12 | 9  |
| 4.   | Italia      | 5  | 2 | 1   | 0   | 2 | 10 | 9  | +1  | 8  |
| 5.   | Cina        | 5  | 1 | 0   | 1   | 3 | 13 | 20 | -7  | 4  |
| 6.   | Kazakistan  | 5  | 0 | 0   | 0   | 5 | 3  | 34 | -31 | 0  |

### Prima Divisione
| Pos. |            | PG | V | VOT | POT | P | GF | GS | DR  | Pt |
| 1.   | Giappone   | 5  | 4 | 1   | 0   | 0 | 18 | 7  | +11 | 14 |
| 2.   | Svizzera   | 5  | 3 | 0   | 1   | 1 | 17 | 6  | +11 | 10 |
| 3.   | Francia    | 5  | 3 | 0   | 0   | 2 | 11 | 11 | 0   | 9  |
| 4.   | Norvegia   | 4  | 3 | 0   | 0   | 2 | 10 | 10 | 0   | 9  |
| 5.   | Slovacchia | 5  | 1 | 0   | 0   | 4 | 8  | 12 | -4  | 3  |
| 6.   | Austria    | 5  | 0 | 0   | 0   | 5 | 7  | 25 | -18 | 0  |

| Promossa nel Gruppo A:                   | Giappone |
| Retrocessa nel Gruppo di qualificazione: | Austria  |